# Melampyrum herbichii
Melampyrum herbichii är en snyltrotsväxtart som beskrevs av Woloszczak. Melampyrum herbichii ingår i släktet kovaller, och familjen snyltrotsväxter. Inga underarter finns listade i Catalogue of Life.